# جولي بروك
جولي بروك (بالإنجليزية: Julie Brook)‏ هي رسامة بريطانية، ولدت في 1961.